# سعود الخيبري (لاعب كرة قدم مواليد 1993)
سعود سعد الخيبري لاعب كرة قدم سعودي ، يلعب في مركز حارس مرمى حالياً في نادي الوطني.
لعب سابقاً في نادي الصقور ونادي الوطني ونادي الحوراء.